# Dansk Kvindesamfunds Rådgivning
Dansk Kvindesamfunds Rådgivning KBH udspringer af  Dansk Kvindesamfund (DK), som blev blev stiftet i 1871. 
Rådgivningen var en naturlig del af den retspolitiske kamp for ligebehanding, idet man inden for rammerne af gældende ret rådgav kvinder.
Dansk Kvindesamfunds Rådgivning er i dag udskilt fra den politiske organisation og er en upolitisk neutral retshjælp med tilknyttet psykolog hjælp. Rådgivningen er finansieret af Justitsministeriet og forskellige Fonde, bl.a. Richters Fond.
Rådgivningen finder sted alle onsdage i Dansk Kvindesamfunds lokaler, Niels Hemmingsensgade 10, 1153 København K - undtagen i skoleferierne. Alle kan henvende sig uanset alder, køn, indkomst m.m.
Rådgivningen varetages af ca. 30 frivillige: 13 jurister, heraf 3 advokater, 1 advokatfuldmægtig, 8 psykologer, 10 frivillige er administrativt personale. Leder Advokat Dorte Wier